# Cucerirea mongolă a Anatoliei
Cucerirea mongolă Anatoliei au avut loc de-a lungul unei perioade îndelungate, începând cu campania mongolă din 1241–1243 care a culminat cu bătălia de la Köse Dağ. Puterea reală asupra Anatoliei a fost exercitată de mongoli după ce selgiucii s-au predat în 1243 până la căderea Ilhanatului în 1335. Deoarece sultanul selgiuc s-a răzvrătit de mai multe ori, în 1255, mongolii au invadat Anatolia centrală și de est. Garnizoana Ilhanatului a fost staționată lângă Ankara. Invazia lui Timur este uneori considerată ultima invazie a Anatoliei de către mongoli. Resturile patrimoniului cultural mongol pot fi văzute încă în Turcia, inclusiv mormintele unui guvernator mongol și a unui fiu al lui Hulagu Han.